# Grézieux-le-Fromental
Grézieux-le-Fromental és un municipi francès situat al departament del Loira i a la regió d'Alvèrnia-Roine-Alps. L'any 2007 tenia 109 habitants.

## Demografia

### Població
El 2007 la població de fet de Grézieux-le-Fromental era de 109 persones. Hi havia 40 famílies de les quals 8 eren unipersonals (4 homes vivint sols i 4 dones vivint soles), 8 parelles sense fills, 20 parelles amb fills i 4 famílies monoparentals amb fills.
La població ha evolucionat segons el següent gràfic:
Habitants censats

### Habitatges
El 2007 hi havia 42 habitatges, 39 eren l'habitatge principal de la família i 3 estaven desocupats. 39 eren cases i 3 eren apartaments. Dels 39 habitatges principals, 28 estaven ocupats pels seus propietaris, 8 estaven llogats i ocupats pels llogaters i 3 estaven cedits a títol gratuït; 2 tenien dues cambres, 5 en tenien tres, 15 en tenien quatre i 17 en tenien cinc o més. 32 habitatges disposaven pel capbaix d'una plaça de pàrquing. A 17 habitatges hi havia un automòbil i a 21 n'hi havia dos o més.

### Piràmide de població
La piràmide de població per edats i sexe el 2009 era:
| Homes | Edats   | Dones |
| ----- | ------- | ----- |
| 0     | 95 o +  | 0     |
| 0     | 90 a 94 | 0     |
| 0     | 85 a 89 | 0     |
| 0     | 80 a 84 | 0     |
| 0     | 75 a 79 | 4     |
| 4     | 70 a 74 | 4     |
| 0     | 65 a 69 | 0     |
| 4     | 60 a 64 | 0     |
| 0     | 55 a 59 | 4     |
| 12    | 50 a 54 | 8     |
| 0     | 45 a 49 | 0     |
| 8     | 40 a 44 | 8     |
| 4     | 35 a 39 | 4     |
| 4     | 30 a 34 | 4     |
| 0     | 25 a 29 | 0     |
| 0     | 20 a 24 | 0     |
| 12    | 15 a 19 | 8     |
| 12    | 10 a 14 | 4     |
| 0     | 5 a 9   | 0     |
| 4     | 0 a 4   | 4     |

## Economia
El 2007 la població en edat de treballar era de 78 persones, 53 eren actives i 25 eren inactives. De les 53 persones actives 51 estaven ocupades (29 homes i 22 dones) i 2 estaven aturades (2 dones i 2 dones). De les 25 persones inactives 5 estaven jubilades, 10 estaven estudiant i 10 estaven classificades com a «altres inactius».
Activitats econòmiques
Dels 2 establiments que hi havia el 2007, 1 era d'una empresa d'informació i comunicació i 1 d'una empresa classificada com a «altres activitats de serveis».
L'any 2000 a Grézieux-le-Fromental hi havia 9 explotacions agrícoles que ocupaven un total de 620 hectàrees.

## Equipaments sanitaris i escolars
El 2009 hi havia una escola elemental integrada dins d'un grup escolar amb les comunes properes formant una escola dispersa.

## Poblacions més properes
El següent diagrama mostra les poblacions més properes.